# Idir
Hamid Cheriet, mais conhecido como Idir (Béni Yenni, 25 de outubro de 1949 — Paris, 2 de maio de 2020), foi um cantor argelino, considerado um dos principais representantes da música folk berbere e da cultura cabília.

## Biografia
Filho de agricultorres, Idir, antes de se tornar conhecido, estudou geologia e foi preparado para uma carreira na indústria do petróleo. Em meados da década de 1970 torna-se muito popular A vava inouva, uma canção cabília em língua berbere.
Em 1999, Idir grava o álbum Identités, onde colaboram Karen Matheson, Manu Chao, Geoffrey Oryema, Brahim Izri, Thierry Titi Robin, a Orchestra Nacional de Barbès, Dan Ar Braz, Maxime Le Forestier, Zebda, Gnawa Diffusion, entre outros.
Idir performou em vários concertos apoiando diferentes causas. Por exemplo, em 22 de junho de 1995, mais de seis mil pessoas participaram de um concerto em prol da paz, da liberdade e da tolerância, realizado pelo cantor e seu amigo Khaled, iniciadores da associação l'Algérie la vie ("Argélia, minha vida").
Idir também participou de um concerto em memória de Matoub Lounes, um cantor cabílio assassinado em 1998.
O cantor defendeu sua identidade nacional mais uma vez, no Le Zénith, em Paris, na primavera de 2001. O concerto foi uma celebração à cultura berbere. Em 8 de julho, do mesmo ano, organizou outro concerto para arrecadar fundos para a população pobre de Cabília.
Morreu no dia 2 de maio de 2020 em Paris, aos 70 anos.

## Discografia
- A vava inouva (1976)
- Ay arrac negh (1979)
- Les chasseurs de lumières (1993)
- A vava inouva (1996)
- Identités (1999)
- Entre scènes et terres (2005)
- La France des coulours (2007)